# خنجر توت‌عنخ‌آمون
خنجر توت‌عنخ‌آمون که به عنوان خنجر آهنی توت‌عنخ‌آمون و خنجر شاه توت نیز شناخته می‌شود، خنجری با تیغه آهنی است که در سال ۱۹۲۵ در آرامگاه توت‌عنخ‌آمون فرعون مصر در قرن چهاردهم پیش از میلاد توسط باستان‌شناس هاوارد کارتر کشف شد. این خنجر در حال حاضر در موزه مصر در قاهره به نمایش گذاشته شده‌است. از دهه ۱۹۶۰، میزان بالای نیکل در تیغه به عنوان نشانه ای از منشأ شهاب‌سنگی پذیرفته شده‌است. یک مطالعه جدیدتر منتشر شده در ژوئن ۲۰۱۶ برگرفته از تجزیه و تحلیل طیف‌سنجی فلورسانس پرتو ایکس نشان می‌دهد که ترکیب تیغه عمدتاً آهن و ۱۱٪ نیکل و ۰٫۶٪ کبالت است.